# Station Blanc-Misseron
Station Blanc-Misseron (Frans: Gare de Blanc-Misseron) is een spoorwegstation in het Noord-Franse Blanc-Misseron, een gehucht in het zuiden van de gemeente Crespin. Het station is gelegen aan de lijn Douai - Blanc-Misseron. Vroeger liepen vanaf hier ook de lijn Saint-Amand-les-Eaux - Blanc-Misseron. Daar er geen grensoverschrijdend verkeer is, is Blanc Misseron een eindstation. Het wordt alleen voor goederen gebruikt.

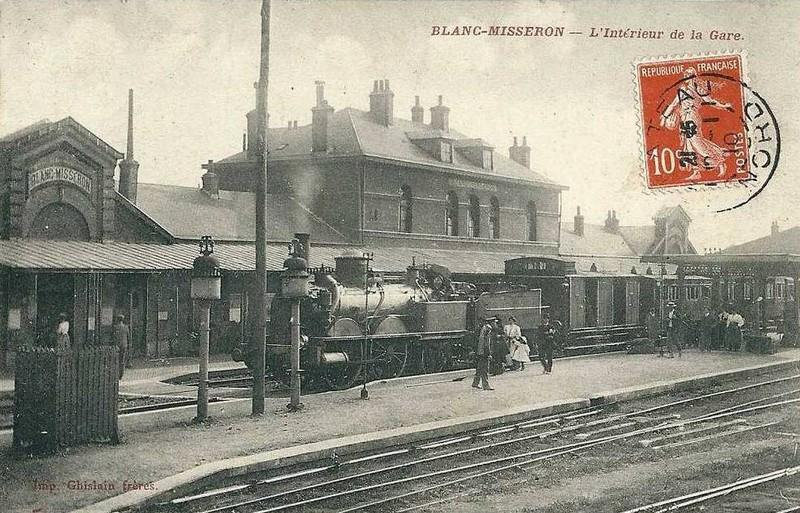
Trein in het vroegere station van Blanc-Misseron